# Пожар в клубе «Хромая лошадь»
Пожар в клубе «Хрома́я ло́шадь» — пожар, произошедший в ночь с 4 на 5 декабря в пермском ночном клубе. Пожар привел к 158 жертвам, более ста человек получили тяжелые травмы и ожоги, 15 детей остались полными сиротами, ещё больше — потеряли одного из родителей.

## Хронология событий
В помещении клуба был организован фейерверк из так называемого холодного огня. Согласно основной версии, возгоранию способствовала небольшая высота потолка и имевшийся на нём декор из ивовых прутьев и холста. Ударившие в потолок искры привели к его возгоранию. Быстрому распространению огня способствовали использованный пенопласт, пластиковая отделка стен, а также скопившаяся на потолке пыль. Ведущий шоу-программы Влад Конопаткин, заметив пожар, призвал посетителей покинуть помещение, сказав: «Дамы и господа! Мы горим! Выходим все из зала». После сообщения о пожаре посетители попытались эвакуироваться через фойе и узкий коридор к основному выходу. Отсутствовало аварийное освещение. В результате началась паника и давка. О выходе через кухню знал лишь персонал. Около половины погибших непосредственно на месте погибли в узком коридоре и у дверей основного выхода.
На место происшествия прибыли три наряда пожарных из пожарной части. Первая информация о пожаре поступила в оперативный отдел станции скорой медицинской помощи Перми в 01:10. Были направлены 4 специализированные бригады скорой медицинской помощи, которые прибыли через 8 минут после получения информации о пожаре. Одновременно с оказанием помощи проходила самостоятельная (на попутном транспорте) эвакуация пострадавших в лечебно-профилактические учреждения. В 01:18 к месту трагедии были направлены ещё 7 специализированных и 5 линейных бригад, в 01:20 были направлены две бригады экстренного реагирования территориального центра медицины катастроф. Всего бригадами медицинской помощи и медицины катастроф были эвакуированы 78 пострадавших, 53 человека были доставлены попутным транспортом.

## Пострадавшие и погибшие
156 человек погибло непосредственно при пожаре или сразу после него, и ещё двое скончались через 10-12 лет от последствий полученных повреждений. Все госпитализированные имели ожоговые травмы. При осмотре госпитализированных отравление угарным газом было выявлено у менее 10 %, клинических признаков токсического воздействия альдегидов, оксидов азота, цианидов, фосгена и других возможных веществ у пострадавших на момент осмотра выявлено не было, при этом другие источники указывают причину смерти 22,7 % пострадавших — острое отравление комплексом токсических веществ.

## Расследование происшествия
Одной из основных версий происшествия было нарушение правил пожарной безопасности при использовании пиротехники, версия теракта была отклонена. По другой версии, причиной пожара стало короткое замыкание.
Официальные результаты расследования причин возгорания должны были быть обнародованы в январе 2010 года, по предварительным данным следствие склонялось к версии о неисправной электропроводке.
Ситуация при пожаре усугубилась наличием грубых нарушений норм пожарной безопасности в части внутренней отделки помещений клуба и путей эвакуации. Заявлялось, что клуб должен был быть оборудован системой автоматического пожаротушения. Однако в соответствии с нормативными документами здания общественного и административно-бытового назначения площадью менее 1200 м² подлежат защите только системой пожарной сигнализации.
В тот же день в Пермь прибыли три федеральных министра — глава МЧС Сергей Шойгу, глава Минздравсоцразвития Татьяна Голикова и глава МВД Рашид Нургалиев.
По факту трагедии было возбуждено уголовное дело по признакам преступлений, предусмотренных частью 3 статьи 219 («Нарушение требований пожарной безопасности, повлекшее по неосторожности смерть двух или более лиц») и частью 3 ст. 109 («Причинение смерти по неосторожности двум и более лицам») УК РФ.
По подозрению в причастности к пожару в клубе были арестованы 4 человека: соучредитель клуба Анатолий Зак, арт-директор Олег Феткулов, исполнительный директор Светлана Ефремова и индивидуальный предприниматель, поставщик пиротехники Сергей Дербенев. Соучредитель клуба Анатолий Зак был задержан ночью при попытке покинуть Пермский край на посту ДПС на границе Свердловской области, при нём был израильский паспорт, что дало повод подозревать его в намерении улететь за границу из екатеринбургского аэропорта. На допросе он отверг свою причастность к случившемуся, заявив, что сдал клуб в аренду. Ленинский районный суд Перми постановил оставить их под стражей на два месяца. На тот момент следствие готовилось предъявить обвинения арестованным. Пятый подозреваемый, соучредитель и арендатор «Хромой лошади» Александр Титлянов в тяжёлом состоянии был перевезён в московскую больницу, 7 декабря перенёс клиническую смерть и скончался 9 декабря.
11 декабря 2009 года Ленинским районным судом Перми был наложен арест на все активы и имущество Анатолия Зака (оцениваемые, по некоторым данным, в сумму $62 млн) в качестве обеспечения возможных исков пострадавших и их родственников с требованием материальной компенсации.
В этот же день, 11 декабря, Ленинский районный суд Перми санкционировал арест главного государственного инспектора Пермского края по пожарному надзору Владимира Мухутдинова. В ходе расследования уголовного дела, возбужденного по факту пожара, следствие установило, что Мухутдинов и его подчинённые «не выявили многочисленных нарушений требований нормативных документов по пожарной безопасности в данном развлекательном учреждении».
В дальнейшем Анатолий Зак был переведён в следственный изолятор Москвы «Матросская тишина». Также второй подозреваемый, главный пожарный инспектор Пермского края Владимир Мухутдинов, будет переведён в то же СИЗО. Такое решение принято «для обеспечения объективности расследования уголовного дела». Круг фигурантов дела о пожаре в «Хромой лошади» может расшириться.
26 января 2010 года советник председателя Конституционного суда России, генерал-майор милиции Владимир Овчинский в эфире Радио Свобода сказал:

…реальный владелец «Хромой лошади» возглавлял общественный экономический совет при губернаторе края и являлся лицом, на региональном уровне, из числа неприкасаемых. Вот почему «Хромую лошадь» обходили стороной. А если даже и делали предписания, то не проверяли, насколько точно они исполнены. Это во-первых. А во-вторых — зададимся вопросом, что из себя представляют все ночные клубы подобного рода? Это места, где в огромном количестве распространяются и потребляются наркотики. Неслучайно в последнее время СМИ сообщали, что при обследовании погибших тел и пострадавших в одежде было найдено значительное количество наркотических средств — таблеток, травки и прочего.
С 10 по 16 декабря 2009 года Минздравсоцразвития проводилась проверка состояния медицинских учреждений в Пермском крае. Результатом проверки явился «Акт по результатам комплексной проверки системы организации оказания медицинской помощи учреждениями здраво-охранения Пермского края», подписанный министром Татьяной Голиковой. Стали известны некоторые выдержки из него:
…Часть больных сначала доставляли в одно лечебное учреждение, затем, ввиду отсутствия там мест, в другое. В связи с этим задержка в госпитализации 12 пострадавших до начала оказания им специализированной помощи составила от 1,5 до 2,5 часов, что не могло не отразиться на тяжести состояния пострадавших.
- …Практически в течение года простаивали 11 реанимобилей, полученных по нацпроекту «Здоровье», на сумму 15,762 млн руб. Позже, уже разукомплектованные, они были переданы скорой помощи.
- …Более половины пострадавших при пожаре не были переведены на аппаратную ИВЛ. По данным комиссии, подавляющее большинство аппаратов ИВЛ имеет 100%-ный износ, а также не соответствует современным стандартам и просто не работают.
- …На момент массового поступления пострадавших в больницах города не было препарата сурфактанта, жизненно необходимого при лечении ожога верхних дыхательных путей.
- …В ожоговом отделении МУЗ «ГБ № 21» до 2008 года было развернуто 60 коек, в 2008-м их число было сокращено до 52, а в 2009-м — до 40, включая шесть коек интенсивной терапии и реанимации.
- …В операционных и отделениях интенсивной терапии дыхательная и наркозная аппаратура в восьми случаях из 10 имеет 100%-ный износ, морально устарела. Отсутствуют мониторы, инфузоматы и другое жизненно необходимое оборудование.

Губернатор Олег Чиркунов прокомментировал данный отчёт:
Документ я прочитал, в понедельник подпишу его и верну в Минздрав со словами признательности за помощь в чрезвычайной ситуации. После этого, я думаю, Минздрав огласит результаты проверки. Никаких препятствий к этому не вижу. Замечания Минздрава по системе здравоохранения будем устранять. Напряжения с нашей стороны на требования Минздрава нет… Обама тоже недоволен качеством здравоохранения, вопрос как его изменить.
2 февраля 2010 года в пяти судебных коллегиях кассационной инстанции Пермского краевого суда в различных составах и в разное время были рассмотрены пять постановлений об аресте имущества, принадлежащего Анатолию Заку и его супруге. Представления об аресте имущества были направлены в Ленинский районный суд следователями СКП РФ в интересах пострадавших при пожаре. Краевой суд согласился с арестом жилого дома, трёх квартир, трёх земельных участков, одиннадцати нежилых помещений, автомобиля, банковских счетов, учредительских долей в 28 организациях и пр.
10 марта 2010 года на портале правительства Пермского края размещено «Заключение технической комиссии по установлению факта нарушения законодательства о градостроительной деятельности». Основной задачей работы комиссии стало выявление нарушений законодательства о градостроительстве. В заключении приводятся результаты пожарно-технических испытаний пенополистирола, использовавшегося в качестве звукоизолирующего материала и отмечается, что ГУ «Судебно-экспертное учреждение ФПС „Испытательная пожарная лаборатория“ по Свердловской области» не смогло оценить токсичность продуктов горения представленных образцов согласно ГОСТ 12.1.044-83 — «…в связи с отсутствием в лаборатории технической возможности (мышей)…».
29 марта 2010 года стало известно, что обвинение в совершение преступления, предусмотренного ч. 3 ст. 293 УК РФ (халатность), предъявлено инспектору госпожнадзора края Дмитрию Рослякову, который в 2007 году проверял клуб на предмет соблюдения в нём требований пожарной безопасности и «ненадлежащим образом отнёсся к исполнению своих должностных обязанностей»; также в розыск объявлен некто Константин Мрыхин, который, как установило следствие, получал прибыль от деятельности «Хромой лошади», был одним из её фактических руководителей, вследствие чего также обязан был контролировать соблюдение требований пожарной безопасности в клубе.
4 июня 2010 года Следственный комитет России объявил о завершении расследования уголовного дела о пожаре в клубе «Хромая лошадь».
К уголовной ответственности были привлечены восемь человек: соучредитель кафе Анатолий Зак, исполнительный директор Светлана Ефремова, арт-директор Олег Феткулов — обвинены в преступлении по ч. 3 ст. 238 УК РФ, устроители пиротехнического шоу Игорь и Сергей Дербенёвы — по ст. 218 УК РФ, бывший главный государственный инспектор Пермского края по пожарному надзору Владимир Мухутдинов — по ст. 285 УК РФ, инспекторы госпожарнадзора по Пермскому краю Дмитрий Росляков и Наталья Прокопьева — по ч. 3 ст. 293 УК РФ. Обвиняемый Константин Мрыхин был объявлен в международный розыск.
Следствием было установлено, что причиной возникновения пожара «явилось возгорание пенопласта, которым был покрыт потолок зала кафе, от попавшей в него горячей частицы, выброшенной из сработавшего пиротехнического устройства».

### Судебное разбирательство
10 июня 2010 года Пермский краевой суд отклонил жалобу защиты Владимира Мухутдинова с просьбой отменить продление срока содержания под стражей. Бывший главный инспектор краевого Госпожнадзора был оставлен под стражей до 5 декабря — до дня годовщины трагедии.
24 августа Главное следственное управление СКП РФ завершило расследование и передало материалы дела в Генеральную прокуратуру для утверждения обвинительного заключения и дальнейшего направления в суд.
31 августа Мрыхин был задержан испанской полицией в Барселоне.
В конце июня 2011 года испанские власти приняли решение об экстрадиции Мрыхина в Россию, поскольку его просьба о предоставлении политического убежища была отклонена.
20 сентября 2010 года Ленинский районный суд Перми приступил к рассмотрению дела о пожаре. В качестве обвиняемых привлечены трое инспектировавших клуб сотрудников пожарной охраны, двое организаторов пиротехнического шоу, а также соучредитель клуба Анатолий Зак, исполнительный директор Светлана Ефремова и арт-директор Олег Феткулов. Задержанный в Испании Константин Мрыхин позже был экстрадирован в РФ. Всего потерпевшими по делу признаны 404 человека. Ещё до начала процесса 294 человека подали гражданские иски на общую сумму в 2,5 млрд рублей.
В процессе судебного разбирательства один из адвокатов обвиняемых пиротехников Дербенёвых был отстранён. Двое других — сорвали судебное заседание, не явившись в суд. По словам обвиняемых адвокаты «всеми возможными способами уклоняются от защиты». Судья Вяткин вынес частное представление в адрес пермской краевой коллегии адвокатов относительно адвокатов Голышевой и Федотова, поскольку те не обеспечивают своего подзащитного защитой в суде. Заседание отложено до 21 октября 2010 года.
24 ноября 2010 года советник председателя Конституционного суда Владимир Овчинский заявил о присутствии в вещах посетителей клуба более 1 кг героина.
В апреле 2012 года суд начал рассматривать дело Мрыхина, обвиняемого по ст. 238 ч.3 УК РФ. Ранее оно было выделено в отдельное производство, так как подозреваемый скрывался в Испании. На предварительном слушании Мрыхин признал свою вину, в связи с чем суд принял решение о рассмотрении дела в особом порядке.
По состоянию на 5 декабря 2012 года, то есть спустя 3 года после трагедии, состоялось 238 судебных заседаний. Из них 111 оказались сорванными.

### Приговоры
14 мая 2012 года Ленинский районный суд города Перми признал Константина Мрыхина виновным по ст. 238 ч.3 УК РФ и назначил ему наказание в виде 6 лет 6 месяцев лишения свободы.
22 апреля 2013 года Ленинский районный суд города Перми вынес обвинительный приговор в отношении 8 виновных в пожаре лиц.
| Виновные                                                      | Статьи обвинения               | Наказание                                                                  | Реализация наказания                                                                   |
| ------------------------------------------------------------- | ------------------------------ | -------------------------------------------------------------------------- | -------------------------------------------------------------------------------------- |
| Владелец клуба Зак А. М.                                      | ст. 238 ч.3 УК РФ              | 9 лет и 10 месяцев колонии общего режима.                                  | Отбыл наказание, освободился осенью 2018 года.                                         |
| Исполнительный директор клуба Ефремова С. П.                  | ст. 238 ч.3 УК РФ              | 4 года колонии общего режима.                                              | Освобождена от наказания по амнистии в связи с 70-летием Победы в сентябре 2015 года.  |
| Арт-директор клуба Феткулов О. Н.                             | ст. 238 ч.3 УК РФ              | 6 лет колонии общего режима.                                               |                                                                                        |
| Работник «Пиротехническая компания „Пироцвет“» Дербенев И. С. | ст. 218 УК РФ                  | 4 года и 10 месяцев колонии общего режима.                                 | Освобождён от наказания по амнистии в связи с 70-летием Победы в конце июля 2015 года. |
| Работник «Пиротехническая компания „Пироцвет“» Дербенев С. Е. | ст. 218 УК РФ                  | 5 лет колонии общего режима.                                               | Освобождён от наказания по амнистии в связи с 70-летием Победы в сентябре 2015 года.   |
| Глава Госпожнадзора Мухутдинов В. Г.                          | ст. 285 ч.3; ст. 285 ч.1 УК РФ | Освобожден от тюремного наказания, назначен штраф.                         |                                                                                        |
| Инспектор Госпожнадзора Прокопьева Н. А.                      | ст. 293 ч.3 УК РФ              | 4 года колонии-поселения, запрещено занимать госдолжности в течение 3 лет. | Освобождена по амнистии к 20-летию Конституции РФ 18 декабря 2013 года.                |
| Инспектор Госпожнадзора Росляков Д. Е.                        | ст. 293 ч.3 УК РФ              | 5 лет колонии-поселения, запрещено занимать госдолжности в течение 3 лет.  | Освобождён от наказания по амнистии в связи с 70-летием Победы.                        |
| Мрыхин К.                                                     | ст. 238 ч.3 УК РФ              | 6 лет и 6 месяцев колонии.                                                 | Отбыл наказание, освободился в мае 2017 года.                                          |

Позднее бывший инспектор Госпожнадзора Наталья Прокопьева попала под амнистию к 20-летию Конституции РФ, постановление о которой было принято 18 декабря 2013 года. Согласно п. 2 документа, тогда от наказания освобождались женщины, имеющие несовершеннолетних детей, получившие наказание не более пяти лет.
Также от наказания был освобожден бывший инспектор Госпожнадзора Дмитрий Росляков на основании постановления Государственной думы «Об объявлении амнистии в связи с 70-летием Победы в Великой Отечественной войне 1941—1945 годов». Согласно п. 3 постановления освобождаются от наказания осужденные к лишению свободы на срок до пяти лет включительно, совершившие преступления по неосторожности, к которым относится ст. 293 УК РФ.
Игорь Дербенёв был освобождён от наказания на основании постановления Государственной Думы «Об объявлении амнистии в связи с 70-летием Победы в Великой Отечественной войне 1941—1945 годов» в конце июля 2015 года, а Сергей Дербенёв — в сентябре того же года.

## Реакция

### Реакция властей
Губернатор Пермского края объявил 5, 6 и 7 декабря 2009 года днями траура в Пермском крае.
Президент России Дмитрий Медведев объявил 7 декабря 2009 года днём общенационального траура в связи с катастрофой. Президент на совещании сказал, что у владельцев пермского бара «нет ни мозгов, ни совести», и приказал «виновных наказать по полной программе». Несколькими днями позже Медведев сказал, что «хозяева и устроители этого шоу — безответственные мерзавцы», также он подверг резкой критике действия чиновников и призвал «пройтись по всей этой линейке, иначе мы никогда не сможем отрубить этому хвост».
Министр по чрезвычайным ситуациям Сергей Шойгу призвал установить запрет на использование пиротехники в местах проведения массовых мероприятий; кроме того, объявлено о проведении совместных рейдов МЧС, МВД и прокуратуры по тотальной проверке развлекательных заведений на предмет соблюдения в них правил пожарной безопасности. Также Шойгу отстранил от должности семерых сотрудников Управления пожарного надзора по Пермскому краю, в числе которых начальник краевого Госпожнадзора, его заместители и начальники отделов.
Сразу после трагедии по всей стране начались массовые проверки на предмет пожарной безопасности точек распространения пиротехники, культурно-массовых заведений, предприятий общепита и досуга вместимостью более 50 человек, и мест проведения новогодних торжеств. В Перми в течение следующей недели после трагедии были проверены все ночные клубы. В связи с проверками ночные клубы по всей стране в массовом порядке закрылись «на ремонт». В ходе проверок выяснилось, что аналогичные нарушения имелись в большом количестве мест с массовым пребыванием людей, и трагедия, подобная пермской, могла произойти в любом из них.
По результатам проверок в течение 11 месяцев после трагедии более 18 % ночных клубов в России было закрыто.
Последовавшие проверки и общественное внимание к трагедии породили множество иных последствий. В Госдуме проведена учебная тревога, создан проект техрегламента по пиротехнике, разработан законопроект о введении обязательного противопожарного страхования (ОППС). Этот законопроект много раз перерабатывался, трансформировался, его отдельные положения встраивались в другие законопроекты, но в итоге он так и не был принят в сколь-нибудь полном виде как противоречащий Гражданскому кодексу РФ.
По требованию Управления федеральной службы по надзору в сфере связи, информационных технологий и массовых коммуникаций по Пермскому краю была удалена вся информация (список погибших с фотографиями) с сайта, созданного в память о трагедии.
После пожара в Перми даже во время праздников не проводились крупные фейерверки и салюты. Официально это объяснялось законодательным запретом пиротехники «…в зоне проекции посадки самолётов…». C 2013 года возобновлены высотные (400 метров) салюты.

### Реакция общественности
- Пожар вызвал негодование в народе и призывы к преданию задержанных суду Линча, однако благодаря их задержанию толпа до подозреваемых добраться не смогла[72]. В связи с этим семьи подозреваемых были взяты под охрану правоохранительными органами.
- В первые дни после трагедии в Перми было зафиксировано рекордное количество желающих сдать кровь для пострадавших при пожаре. В первые сутки после пожара кровь с положительным резус-фактором перестала приниматься медицинскими учреждениями из-за нехватки мест для её хранения.
- В сквере им. Уральских добровольцев, прилегающем к клубу, но находящимся за зоной оцепления, почти сразу образовался стихийный мемориал. К центральной лестнице, выходящей к клубу, люди несли цветы, фотографии жертв, личные вещи погибших, зажигают десятки свечей. В первые дни после трагедии в городе в большинстве торговых точек были снижены цены на цветы в знак сочувствия пострадавшим. На городском интернет-форуме Teron.ru началось обсуждение возможности установки постоянного мемориала в память о трагедии.
- 7 декабря 2009 года, на третий день после трагедии, в Перми в православных храмах помянули погибших. 13 декабря 2009 года, на девятый день после трагедии поминальные службы повторились. 13 января 2010 года, на сороковой день, в соответствии с православным обычаем, поминовения повторились.
- 9 декабря 2009 года певица Уитни Хьюстон во время своего выступления в Москве посвятила песню «I Look To You» жертвам пермской трагедии[73].
- В течение недели после трагедии в молельном зале еврейской общины проходили моления по погибшим[74].
- 18—22 декабря Левада-Центром проводился опрос «Какое событие Вы считаете важнейшим в 2009 году?», согласно которому 49 % россиян назвали пожар, произошедший в ночном клубе «Хромая лошадь», самым важным событием в стране за прошедший год[75].
- Вскоре после трагедии несколько руководителей частных клиник пластической хирургии обратились в министерство с предложением бесплатно восстановить пострадавшим внешность[76].
- 8 января 2010 года в Соборной мечети Перми прошли моления по погибшим.
- 13 января 2010 года, на сороковой день после трагедии, было проведено траурное шествие в память о погибших в клубе[77].
- 9 февраля 2010 года на сцене Пермского театра Оперы и балета был исполнен «Реквием» Дж. Верди в память о погибших при пожаре[78].
- 17 ноября 2011 года в сквере Уральских Добровольцев началось строительство памятника жертвам пожара в виде беседки, стилизованной под часовню. 5 декабря 2011 года, в день второй годовщины трагедии, мемориал был открыт[79].
- Название клуба «Хромая лошадь» стало именем нарицательным, обозначающим пожар в многолюдном месте[80][81].

### Визит Путина
Ночью 8 декабря 2009 года в Пермь прибыл премьер-министр России Владимир Путин. В Перми он посетил площадку перед клубом «Хромая лошадь», к которой после трагедии пермяки несли цветы и свечи. Затем он провёл закрытое совещание, участие в котором приняли министр по чрезвычайным ситуациям РФ Сергей Шойгу, губернатор Пермского края Олег Чиркунов, глава администрации Перми Аркадий Кац, министр здравоохранения Пермского края Дмитрий Тришкин, министр социального развития Пермского края Екатерина Бербер.
Часть его выступления была опубликована на официальном сайте Правительства России. В частности, Путин заявил, что «в перечень показателей эффективности деятельности органов власти субъектов Федерации и муниципалитетов будут внесены дополнения по показателям, касающимся соблюдения необходимого уровня пожарной безопасности, прежде всего, конечно, в особо чувствительных местах — в местах массового скопления людей». Путин заявил, что «представители бизнеса в данном случае нарушили всё, что только можно нарушить». Он обвинил чиновников из пожарного надзора региона в халатности, указав, что ими «не было принято никаких мер». Председатель Правительства России потребовал от следствия установления истинных мотивов поведения государственных служащих и потребовал, чтобы «на ведомственном уровне необходимые выводы были сделаны в самое ближайшее время». Состояние объектов здравоохранения в Перми, по оценке специалистов Министерства здравоохранения Российской Федерации, «плачевное», отметил премьер-министр. Путин высоко оценил уровень подготовленности федеральных ведомств, принимавших участие в ликвидации последствий трагедии.
По словам председателя правительства, семьи погибших получат материальную помощь в размере 500 тысяч рублей (по 400 тысяч рублей семьям погибших будет выделено из федерального бюджета, ещё по 100 тысяч заплатит Пермский край), кроме того, пострадавшие при пожаре получат по 400 тысяч рублей (по 300 тысяч каждому пострадавшему будет выплачено из федерального бюджета, ещё по 100 тысяч — из регионального). Таким образом, суммарно выплаты жертвам пожара из бюджетов разных уровней составят более 108 млн рублей.

### Отставки
9 декабря правительство Пермского края приняло решение о сложении с себя полномочий. Как сообщается на сайте пермской администрации, губернатор Олег Чиркунов принял решение о том, что новый состав правительства будет сформирован после проведения всех следственных действий и внутренних расследований по причинам пожара в Перми 5 декабря 2009 года. На период проведения следственных действий губернатор края поручил членам правительства продолжить работу в статусе «исполняющих обязанности». С целью обеспечения объективного расследования на период всех необходимых проверок отстранены от должности министр развития предпринимательства и торговли края Марат Биматов, министр градостроительства и развития инфраструктуры Александр Кудрявцев и министр общественной безопасности Пермского края Игорь Орлов. Глава администрации Перми Аркадий Кац также подал заявление в отставку в связи с трагедией. Однако депутаты не стали голосовать по заявлению с просьбой досрочно расторгнуть контракт на занятие должности сити-менеджера. В феврале 2010 года Аркадий Кац снова поставил вопрос о своей отставке.
Днем ранее от должностей были отстранены ещё 11 чиновников, в том числе, начальник архитектурно-планировочного управления города Олег Горюнов, начальник краевого Госпожнадзора и шесть его подчиненных, глава краевой инспекции государственного строительного надзора Ольга Антипова, руководитель Центра технической инвентаризации края Татьяна Магзумова и глава Ленинского района Перми Иван Воронов.

### Разное
- После трагедии рекламно-информационные данные о клубе «Хромая лошадь» были удалены из Интернета и электронных справочников. Днём 8 декабря компания-хостер Data Kit самостоятельно приняла решение временно закрыть официальный сайт клуба. До этого момента на сайте не появилось никаких комментариев и соболезнований. В течение месяца информация о клубе была удалена из большинства электронных справочников Перми. Однако об окончательном закрытии клуба никто из владельцев не заявлял[91].
- 26 февраля 2010 года была снята фасадная вывеска над центральным входом в помещение клуба. По словам балансодержателя дома, вывеску сняли по распоряжению администрации города, в которую с данной просьбой обратились жители дома и родственники погибших и пострадавших в клубе[92].
- В сентябре 2011 года советник председателя Конституционного суда РФ Владимир Овчинский заявил, что, по его мнению, фактически клуб был наркопритоном — в вещах погибших было найдено около 1 кг героина[93].
- Весьма значительный общественный резонанс вызвало появление на онлайн-аукционе музыкального компакт-диска, посвящённого юбилею клуба «Хромая лошадь»[94]. Вопреки множеству сообщений в СМИ о продаже диска, лот был аннулирован администрацией аукциона[95].
- В конце марта 2012 года екатеринбургский клуб «ХХХХ» оказался в центре скандала после того, как пригласил шоумена Влада Конопаткина на вечеринку, используя в своей рекламе одной из своих вечеринок бренд «Хромая лошадь»[96]. Мероприятие состоялось вечером 29 марта 2012 года[97]. В конечном итоге, это привело к неоднозначной реакции на форумах в сети[98].
- В сентябре 2012 года было объявлено, что помещения клуба будут переданы музею политических репрессий «Пермь-36» и Пермской государственной художественной галерее для размещения экспозиции[99]. Также на месте сгоревшего клуба планировалось открытие реабилитационного центра. В итоге помещение после ремонта было объединено с другими помещениями на первом этаже здания, и передано под Пермский краевой многофункциональный центр предоставления государственных и муниципальных услуг[100].

## Помощь
Пермский краевой фонд соц. поддержки населения открыл счёт для перечисления пожертвований семьям погибших при пожаре в клубе «Хромая лошадь». Сообщение сайта администрации Пермского края:

В связи с многочисленными обращениями граждан и организаций об оказании благотворительной помощи семьям погибших в результате пожара 5 декабря в Перми в Пермском краевом фонде социальной поддержки населения открыт счет для перечисления пожертвований.

## Аналогичные катастрофы
Пожары в ночных клубах, связанные с использованием пиротехники в не предназначенных для этого помещениях и с нарушениями техники безопасности, случались и в другие годы, в России и за рубежом. Трагедия в «Хромой лошади» находится на 9-м месте в рейтинге массовой гибели людей в ночных клубах в мировой истории.
- 20 февраля 2003 года — клуб «Station», Вэст-Уорик, штат Род-Айленд, США. 100 человек погибло. При использовании пиротехники во время выступления рок-группы Great White произошло воспламенение стен и затем потолка, отделанных пенопластом. Несмотря на наличие аварийных выходов, большинство посетителей пыталось спастись через узкий главный вход, что привело к давке. Пожар от момента возгорания до начала тушения был снят на камеру оператором[106].
- 30 декабря 2004 года — клуб «República Cromañón», Буэнос-Айрес, Аргентина. 194 человека погибло. При использовании пиротехники во время выступления рок-группы произошло воспламенение деревянного декора потолка, пенопласта и пластмассовых элементов акустики. Большинство жертв погибло от отравления высокотоксичным дымом. Многие погибли от ожогов, вызванных расплавленной пластмассой, стекавшей с потолка. Был объявлен трёхдневный национальный траур. Собственник помещения приговорён к 20 годам тюрьмы, директор клуба — к 18[107].
- 27 января 2013 года — клуб «Kiss», Санта-Мария, штат Риу-Гранди-ду-Сул, Бразилия. 239 человек погибло. При использовании пиротехники во время выступления рок-группы произошло воспламенение расположенной на потолке звукоизоляции. К большому числу жертв привело отсутствие аварийных выходов и отравление токсичным дымом. Был объявлен трёхдневный национальный траур.
- 30 октября 2015 года — клуб «Colectiv», Бухарест, Румыния. 64 человека погибло. Пожар произошёл во время бесплатного концерта хеви-метал-группы Goodbye to Gravity. Пиротехника, в которую входили «бенгальские огни», подожгла легковоспламеняющуюся полиуретановую акустическую пену, и огонь быстро распространился. Большинство жертв были отравлены токсинами от горящего пенопласта. Последовавшие за пожаром протесты привели к отставке премьер-министра Виктора Понты и его правительства. Пожар в клубе «Colectiv» стал крупнейшим по числу жертв пожаром в Румынии с 1989 года.
- 16 марта 2025 года — клуб «Pulse», Кочани, Северная Македония. Погибло 59 человек. Взрыв пиротехники на сцене и пожар произошли во время выступления группы «ДНК» в ночь на 16 марта, в результате чего произошло частичное обрушение крыши одноэтажного здания клуба, на месте которого остались обугленные обломки деревянных балок и мусор[108].

## Мемориал
5 декабря 2011 года в сквере недалеко от клуба «Хромая лошадь» был установлен памятник жертвам пожара. Он представляет собой стилизованную под часовню беседку из светлого гранита, внутри которой находится небольшая прямоугольная стела. На трёх сторонах стелы высечены фамилии погибших, их инициалы и возраст. Автором памятника является художник Юрий Осотов.
27 марта 2018 года в сквере «Уральских добровольцев», где расположен мемориал, более сотни человек почтили память погибших на пожаре в Кемерове.

## Документальные фильмы
- «Главный герой» — «Ожог» (2009).
- «Последнее слово» — «Пожар в клубе „Хромая лошадь“» (2010).
- «Доказательства вины» — «Хромая лошадь. Продолжение».
- «Х-версии. Громкие дела» — «Хромая лошадь» (2013).
- «Истории спасения» — «Хромая лошадь» (05.12.2014).

## Галерея
- Вход в клуб
- Территория, прилегающая к ночному клубу
- Цветы в память о погибших
- Цветы и свечи перед клубом
- Скорбящие в день траура
- Мемориал